# Giovanni Canestrini
Giovanni Canestrini (Revò, 26 december 1835 - Padua, 14 februari 1900) was een Italiaans natuuronderzoeker en arachnoloog. 
Canestrini groeide op in Revò en studeerde aanvankelijk in Gorizia en Merano. Daarna vervolgde hij zijn opleiding in de natuurwetenschappen aan de Universiteit van Wenen. Van 1862 tot 1869 was hij docent aan de Universiteit van Modena en in 1869 werd hij professor in de zoölogie en vergelijkende anatomie aan de universiteit van Padua.
In 1862 stichtte hij de Società dei Naturalisti Modenesi op en in 1871, de Società Veneto-Trentina di Scienze Naturali. Hij zorgt tevens voor de oprichting van een laboratorium voor bacteriologie, bij Padua.
Canestrini heeft bijdragen geleverd in verschillende biologische disciplines, hij voerde belangrijk onderzoek uit op het gebied van acarologie (kennis van teken en mijten). Hij was een voorstander van het darwinisme en was verantwoordelijk voor het vertalen van werken van Darwin in het Italiaans. Door middel van deze vertalingen was Canestrini een belangrijke factor met betrekking tot de populariteit van het darwinisme in de 19de eeuw in Italië. Tijdens zijn carrière was hij de auteur van bijna 200 wetenschappelijke publicaties.

## Werken
- Origine dell’uomo. 1866.
- Aracnidi italiani. 1868.
- Compendio di zoologia e anatomia comparata, 3 delen, 1869, 1870, 1871.
- Prime nozioni di antropologia. 1878.
- Apicoltura. 1880.
- La teoria di Darwin, 1880
- La teoria dell’evoluzione esposta nei suoi fondamenti. 1887.
- Antropologia. 1888.
- Prospetto Dell’Acarofauna Italiana, 8 delen, 1885–1899.
- Sistema per la classe degli Acaroidei 1891.
- Batteriologia 1896.

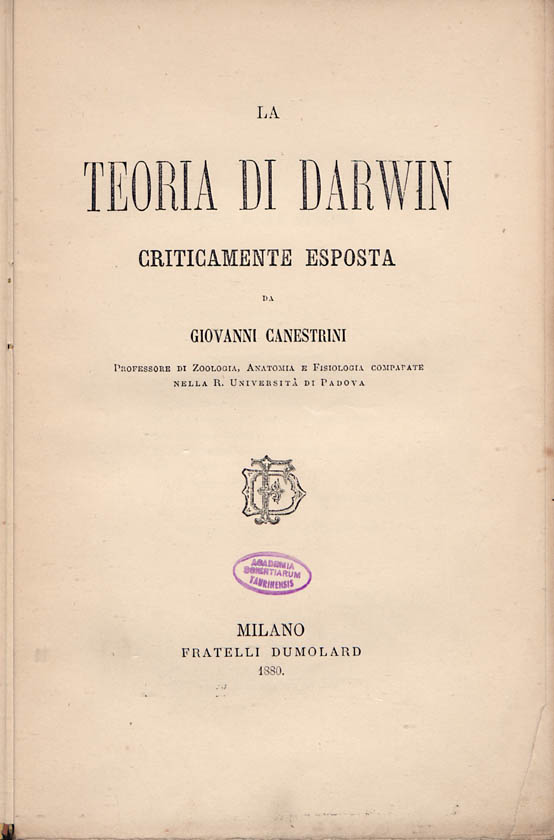
La teoria di Darwin, 1880

- Biblioteca Nacional de España: XX1228248
- Bibliothèque nationale de France: cb14402204t (data)
- Gemeinsame Normdatei: 117672130
- International Standard Name Identifier: 0000 0001 1984 966X
- Library of Congress Control Number: n86816037
- Nationale Bibliotheek van Israël: 987007339655005171
- Nederlandse Thesaurus van Auteursnamen: 237405067
- Réseau des bibliothèques de Suisse occidentale: 02-A003073863
- Istituto Centrale per il Catalogo Unico: CFIV061869
- SNAC: w6111rv5
- Système universitaire de documentation: 059064234
- Virtual International Authority File: 49436592
- WorldCat: E39PBJh8V3RTVJpxVD7KgHVQv3